# Angus Gillams
Angus Gillams (* 3. August 1995 in Doncaster) ist ein ehemaliger schottisch-englischer Squashspieler.

## Karriere
Angus Gillams begann seine Karriere im Jahr 2014 und gewann zehn Turniere auf der PSA World Tour. Seine höchste Platzierung in der Weltrangliste erreichte er mit Rang 62 im Juni 2017. Der größte Erfolg in seiner Juniorenzeit gelang ihm 2014 mit Einzug ins Finale der Europameisterschaft, das er gegen Richie Fallows glatt in drei Sätzen verlor. 2019 debütierte Gillams, der bis 2018 unter englischer Flagge angetreten war, für die schottische Nationalmannschaft bei den Europameisterschaften.

## Erfolge
- Gewonnene PSA-Titel: 10